# Henning (Illinois)
Henning és una vila dels Estats Units a l'estat d'Illinois. Segons el cens del 2000 tenia 241 habitants, tenia 241 habitants, 95 habitatges, i 62 famílies. La densitat de població era de 61,2 habitants/km².